# Дріглам Намжа
Дріглам Намжа (тиб. སྒྲིག་ལམ་རྣམ་གཞག་, Вайлі sgrig-lam rnam-gzhag, англ. Driglam namzha) — офіційні правила поведінки й етикету в Бутані, згідно з якими всі жителі країни зобов'язані носити традиційний одяг і церемоніальні шарфи, і вивчати національну мову дзонг-ке в школі. Вони також регулюють кількість культурних цінностей, таких як твори мистецтва і архітектура. Назву правил можна перекласти як «Основні правила поведінки».

## Історія Дріглам Намжа
Правила Дріглам Намжа ввів в XVII столітті засновник Бутану Шабдрунг Нгаванг Намґ'ял, який прагнув об'єднати країну не тільки політично, але й культурно. Він встановив головні принципи побудови фортець (дзонгів), ввів традиційні фестивалі цечу і релігійні танці цам. Ці принципи були навмисне зашифровані, щоб стимулювати появу національної ідентичності.
У 1989 році уряд підвищив статус дрес-коду з рекомендованого в обов'язковий, після чого всі громадяни були зобов'язані дотримуватися його в громадських місцях і в робочий час. Цей указ викликав обурення у індуїстського населення лхоцампа, що проживає в південних районах країни. Незабаром після цього близько 80 тисяч непальців покинуло країну, і тепер проживають у таборах біженців у Непалі. За іронією долі, щоб довести, що вони вигнані з країни урядом Бутану, вони змушені в таборах носити кіра і ґхо , а також вивчати в школах дзонг-ке, який зневажали на батьківщині.

## Одяг

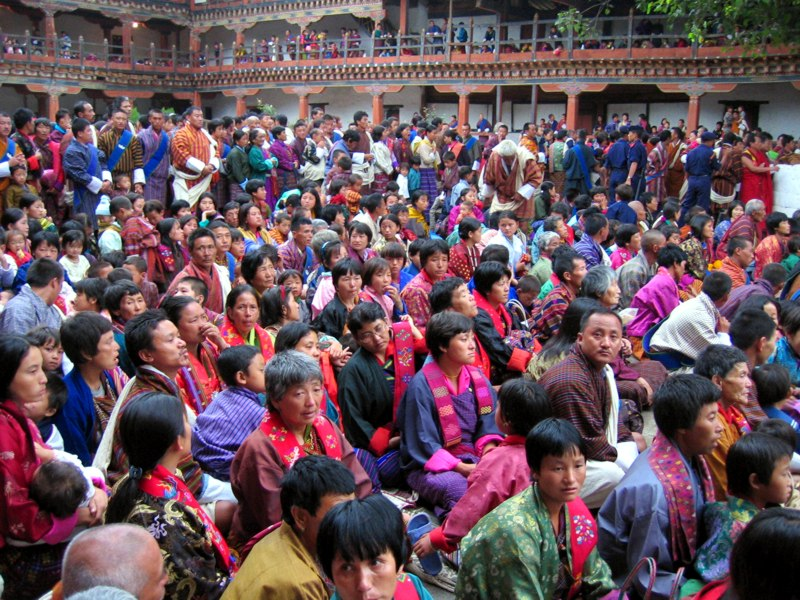
Бутанці в національному одязі

Згідно з Дріглам Намжа, чоловіки зобов'язані підперізувати верхній одяг (ґхо) ременем з тканини таким чином, щоб попереду сформувалась кишеня. Жінки повинні носити барвисті блузи вонджу, а зверху надягати прямокутне полотно (кіра), створюючи тим самим сукні до п'ят. Поверх кіра вони можуть надягати короткий жакет тего. Повсякденні ґхо і кіра виготовляються з бавовни або вовни, залежно від сезону, з малюнком у просту смужку або в натуральних кольорах. В особливих випадках і у свята можна надягати кіра (рідше ґхо) з барвистого візерункового шовку.
При відвідуванні дзонгу або на високому офіційному рівні діють додаткові правила, за якими чоловіки повинні надягати шовковий шарф — кабні, а жінки — вузьку вишиту тканину, накинуту на ліве плече — рачу.

## Архітектура

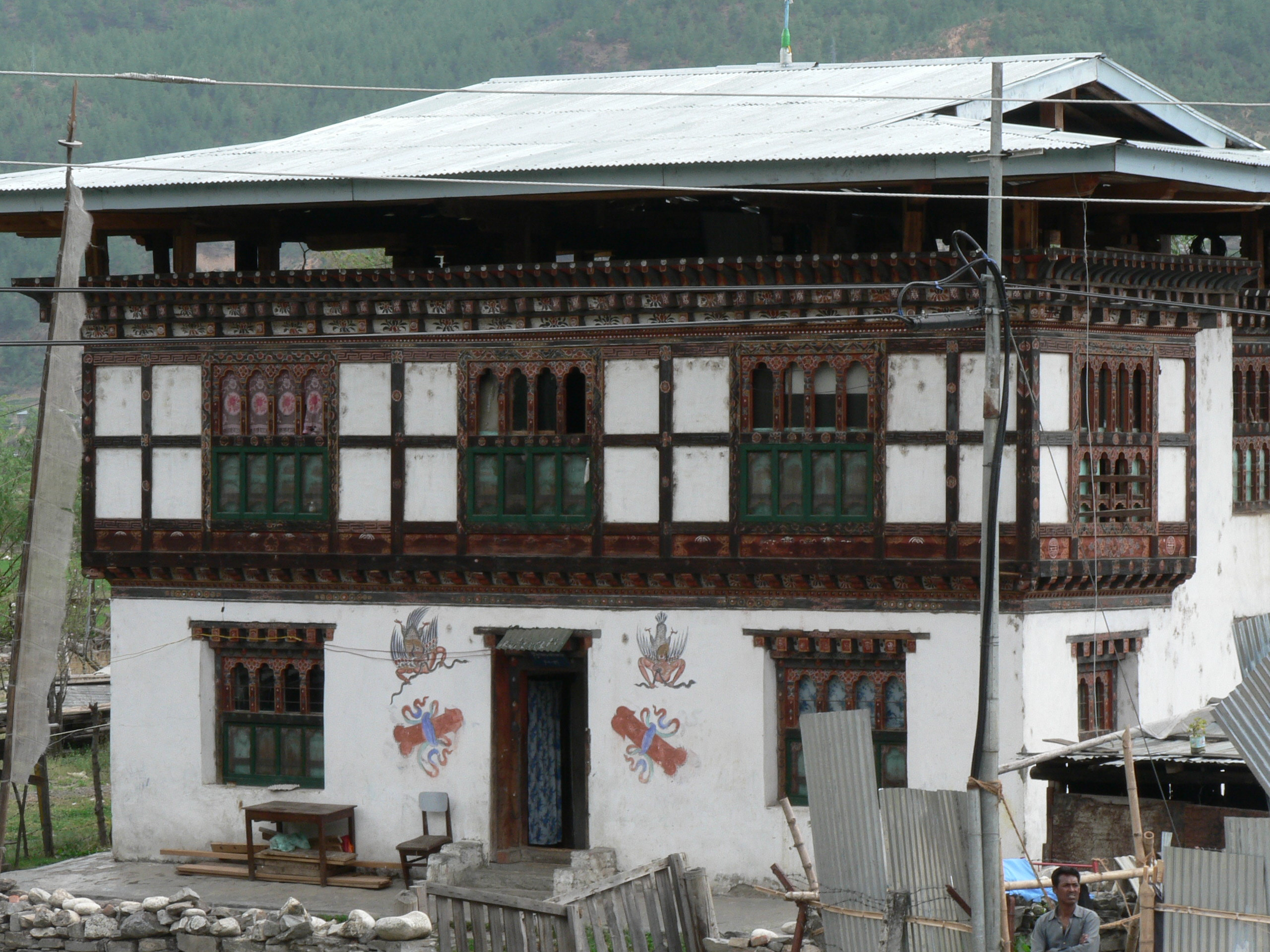
Бутанський будинок в Паро з фасадом з різнокольорового дерева, невеликими арковими вікнами і похилим дахом

Дріглам Намжа описує традиційні правила будівництва дзонгів. При цьому не існує ніяких визначених планів, креслень, а під час будівництва заборонено використовувати цвяхи. Дзонг зводять під керівництвом лами громадяни країни, що є частиною їх податкових зобов'язань перед державою.